# Bagno prefabbricato
Il bagno prefabbricato è una cellula autoportante composta da pavimento, pareti e soffitto, preassemblata industrialmente, completa dei sanitari, gli accessori interni, gli impianti di adduzione e scarico dell'acqua, nonché quello elettrico, di ventilazione e di riscaldamento.

## Descrizione
Negli ultimi anni i bagni prefabbricati si stanno diffondendo rapidamente, soprattutto per il vantaggio di ridurre i tempi e la complessità di costruzione, gestione  e direzione delle opere con un elevato numero di locali da bagno, come gli ospedali, alberghi, studentati e residenze sanitarie assistenziali e residenze proprie. Il bagno è solitamente il locale con l'installazione sanitaria più complessa. Altri campi d'utilizzo sono il settore navale e ferroviario, nei quali però sono richieste delle certificazioni dei materiali impiegati (soprattutto fuoco e fumi) più severe rispetto al settore civile.
I bagni prefabbricati possono essere divisi in più categorie, distinguendoli per il loro peso e per il metodo di costruzione:
- Bagno leggero
  - Bagno in pannello sandwich
  - Bagno in lamiera
  - Bagno in vetroresina
  - Bagni con montanti in ferro (steel frame)
  - altri
- Bagno pesante
  - Bagno in calcestruzzo

I bagni prefabbricati hanno raggiunto un livello qualitativo e di finitura elevato, al punto che l'utente finale non lo distingue da un bagno di costruzione tradizionale. Molte catene alberghiere internazionali utilizzano già questa tecnologia di costruzione.
In Italia questo modo di costruzione sta attualmente prendendo piede, a differenza di altri paesi europei come il Regno Unito o la Germania nei quali vengono usati già da anni. Durante la ricostruzione dopo terremoto dell’Aquila, sono stati impiegati molti bagni prefabbricati anche nelle costruzioni di tipo residenziale (Piano C.A.S.E. e M.A.P.) per riuscire a rispettare i tempi prestabiliti.
I bagni prefabbricati non sono da confondere con i bagni chimici mobili che sono spesso utilizzati in cantieri o manifestazioni pubbliche.